# Campionati del mondo di ciclismo su strada 2002
I Campionati del mondo di ciclismo su strada 2002 si disputarono a Zolder, in Belgio, tra l'8 ed il 13 ottobre 2002.

## Eventi

### Cronometro individuali
Martedì 8 ottobre
- 10:30 Donne Juniores – 12,200 km
- 14:00 Uomini Under 23 – 33,200 km

Mercoledì 9 ottobre
- 12:00 Uomini Junior – 23,200 km
- 15:00 Donne Elite – 23,200 km

Giovedì 10 ottobre
- 14:00 Uomini Elite – 40,400 km

### Corse in linea
Venerdì 11 ottobre
- 9:30 Donne Junior – 76,800 km
- 12:30 Uomini Under 23 – 166,400 km

Sabato 12 ottobre
- 9:30 Uomini Junior – 128,000 km
- 13:30 Donne Elite – 128,000 km

Domenica 13 ottobre
- 10:30 Uomini Elite – 256,000 km

## Medagliere
| Pos.   | Nazione     | Oro | Argento | Bronzo | Totale |
| ------ | ----------- | --- | ------- | ------ | ------ |
| 1      | Italia      | 3   | 1       | 1      | 5      |
| 2      | Russia      | 2   | 1       | 0      | 3      |
| 3      | Svezia      | 1   | 0       | 1      | 2      |
| 4      | Francia     | 1   | 0       | 0      | 1      |
| 4      | Colombia    | 1   | 0       | 0      | 1      |
| 4      | Lituania    | 1   | 0       | 0      | 1      |
| 4      | Paesi Bassi | 1   | 0       | 0      | 1      |
| 8      | Germania    | 0   | 2       | 2      | 4      |
| 8      | Svizzera    | 0   | 2       | 2      | 4      |
| 10     | Australia   | 0   | 2       | 1      | 3      |
| 11     | Spagna      | 0   | 1       | 2      | 3      |
| 12     | Finlandia   | 0   | 1       | 0      | 1      |
| 13     | Portogallo  | 0   | 0       | 1      | 1      |
| Totale | Totale      | 10  | 10      | 10     | 30     |

## Sommario degli eventi
| Eventi                 | Oro                          | Tempo    | Argento                    | Tempo | Bronzo                           | Tempo   |
| Uomini Elite           |                              |          |                            |       |                                  |         |
| Gara in linea dettagli | Mario Cipollini Italia       | 5h30'03" | Robbie McEwen Australia    | s.t.  | Erik Zabel Germania              | s.t.    |
| Cronometro dettagli    | Santiago Botero Colombia     | 48'08"   | Michael Rich Germania      | a 8"  | Igor González de Galdeano Spagna | a 17"   |
| Uomini Under-23        |                              |          |                            |       |                                  |         |
| Gara in linea dettagli | Francesco Chicchi Italia     | 3h36'28" | Francisco Gutierrez Spagna | s.t.  | David Loosli Svizzera            | s.t.    |
| Cronometro dettagli    | Tomas Vaitkus Lituania       | 38'40"   | Alexandr Bespalov Russia   | a 41" | Sérgio Paulinho Portogallo       | a 1'28" |
| Uomini Juniors         |                              |          |                            |       |                                  |         |
| Gara in linea dettagli | Arnaud Gerard Francia        | 2h50'17" | Jukka Vastaranta Finlandia | s.t.  | Nicolas Sanderson Australia      | s.t.    |
| Cronometro dettagli    | Michail Ignat'ev Russia      | 28'30"   | Mark Jamieson Australia    | a 10" | Vincenzo Nibali Italia           | a 25"   |
| Donne Elite            |                              |          |                            |       |                                  |         |
| Gara in linea dettagli | Susanne Ljungskog Svezia     | 2h59'15" | Nicole Brändli Svizzera    | s.t.  | Joane Somarriba Spagna           | s.t.    |
| Cronometro dettagli    | Zul'fija Zabirova Russia     | 30'02"   | Nicole Brändli Svizzera    | a 14" | Karin Thürig Svizzera            | a 15"   |
| Donne Juniors          |                              |          |                            |       |                                  |         |
| Gara in linea dettagli | Suzanne de Goede Paesi Bassi | 1h59'00  | Claudia Stumpf Germania    | s.t.  | Monica Holler Svezia             | s.t.    |
| Cronometro dettagli    | Anna Zugno Italia            | 15'54"   | Tatiana Guderzo Italia     | a 6"  | Claudia Hecht Germania           | a 7"    |